# Mateus (football, 1984)
Pour les articles homonymes, voir Mateus.
Mateus Galiano da Costa, né le 19 juin 1984, est un footballeur international angolais. Il joue au poste d'attaquant avec l'équipe d'Angola et le Boavista FC.

## Biographie

### En club
Mateus est un attaquant avec un jeu porté sur la vitesse et l'explosivité. Formé au Sporting Portugal, il a ensuite joué dans des clubs de Division3 portugaise puis en Liga de Honra.
Il fit ses débuts en SuperLiga en février 2006 avec Gil Vicente FC. Il en profite même pour inscrire son premier but lors de son premier match, victoire 5-0 contre Setubal.
En 2006, éclate « l'affaire Mateus », une controverse judiciaire due à des irrégularités dans son contrat. Son club de Gil Vicente est alors contraint de descendre en Liga de Honra.
En 2007, il est recruté par le Boavista FC. Le club finit 9e, Mateus fait une saison honorable mais il subit sa deuxième rétrogradation administrative, à cause cette fois-ci du scandale du « sifflet doré » (« Apito Dourado (en) »), nom donné à l'affaire de corruption d'arbitres ayant éclaté en 2004. 
À l'été 2008, il s'engage avec le Clube Desportivo Nacional où il retrouve un de ses compatriotes et coéquipier de sélection, Marco Airosa.

### En équipe nationale
Il a eu sa première cape avec l'équipe d'Angola en avril 2006.
Il participe à la coupe du monde 2006 avec l'équipe d'Angola avec laquelle il sera éliminé en ayant effectué une assez bonne Coupe du monde.

## Palmarès
- Angola
  - Coupe COSAFA
    - Finaliste (1) : 2006.[réf. nécessaire]

## Statistiques

### Statistiques en club
| Saison                | Club                  | Championnat           | Championnat | Championnat | Coupe nationale | Coupe nationale | Coupe de la Ligue | Coupe de la Ligue | Compétition(s) continentale(s) | Compétition(s) continentale(s) | Compétition(s) continentale(s) | Sélection | Sélection | Sélection | Total | Total |
| Saison                | Club                  | Division              | M.          | B.          | M.              | B.              | M.                | B.                | Comp.                          | M.                             | B.                             | Équipe    | M.        | B.        | M.    | B.    |
| 2003 - 2004           | Sporting B            | 3                     | 23          | 9           | -               | -               | -                 | -                 | -                              | -                              | -                              | -         | -         | -         | 23    | 9     |
| 2004 - 2005           | Casa Pia AC           | 3                     | 35          | 13          | -               | -               | -                 | -                 | -                              | -                              | -                              | -         | -         | -         | 35    | 13    |
| 2005 - 2006           | FC Lixa               | 3                     | 10          | 3           | -               | -               | -                 | -                 | -                              | -                              | -                              | -         | -         | -         | 10    | 3     |
| 2005 - 2006           | Gil Vicente FC        | 1                     | 4           | 2           | -               | -               | -                 | -                 | -                              | -                              | -                              | Angola    | 7         | 2         | 11    | 4     |
| 2006 - 2007           | Gil Vicente FC        | 2                     | 12          | 5           | -               | -               | -                 | -                 | -                              | -                              | -                              | Angola    | 1         | 1         | 13    | 6     |
| 2007 - 2008           | Boavista FC           | 1                     | 25          | 2           | -               | -               | -                 | -                 | -                              | -                              | -                              | Angola    | 5         | 0         | 30    | 2     |
| 2008 - 2009           | CD Nacional           | 1                     | 28          | 5           | 4               | 4               | 5                 | 0                 | -                              | -                              | -                              | Angola    | 8         | 0         | 45    | 9     |
| 2009 - 2010           | CD Nacional           | 1                     | 8           | 2           | 1               | 0               | -                 | -                 | C3                             | 6                              | 1                              | Angola    | 3         | 1         | 18    | 4     |
| 2010 - 2011           | CD Nacional           | 1                     | 23          | 2           | 2               | 1               | 2                 | 0                 | -                              | -                              | -                              | Angola    | 3         | 0         | 30    | 3     |
| 2011 - 2012           | CD Nacional           | 1                     | 13          | 2           | 5               | 1               | 1                 | 0                 | C3                             | 6                              | 2                              | Angola    | 8         | 3         | 33    | 8     |
| Total sur la carrière | Total sur la carrière | Total sur la carrière | 181         | 45          | 12              | 6               | 6                 | 0                 | -                              | 12                             | 3                              | Angola    | 35        | 7         | 246   | 61    |

### Buts en sélection
| Buts (7) en sélection de Mateus | Buts (7) en sélection de Mateus | Buts (7) en sélection de Mateus                      | Buts (7) en sélection de Mateus | Buts (7) en sélection de Mateus | Buts (7) en sélection de Mateus | Buts (7) en sélection de Mateus |
|                                 | Date                            | Lieu                                                 | Adversaire                      | Score                           | Résultat                        | Compétition                     |
| ------------------------------- | ------------------------------- | ---------------------------------------------------- | ------------------------------- | ------------------------------- | ------------------------------- | ------------------------------- |
| 1.                              | 29 avril 2006                   | Setsoto Stadium, Maseru (Lesotho)                    | Maurice                         | 5-1                             | 5-1                             | Coupe COSAFA 2006               |
| 2.                              | 30 avril 2006                   | Setsoto Stadium, Maseru (Lesotho)                    | Lesotho                         | 0-1                             | 1-3                             | Coupe COSAFA 2006               |
| 3.                              | 8 octobre 2006                  | Estádio da Cidadela, Luanda (Angola)                 | Kenya                           | 2-0                             | 3-1                             | Qualifications CAN 2008         |
| 4.                              | 12 août 2009                    | Estádio do Restelo, Lisbonne (Portugal)              | Togo                            | 2-0                             | 2-0                             | Match amical                    |
| 5.                              | 8 octobre 2011                  | Estádio 24 de Setembro, Bissau (Guinée-Bissau)       | Guinée-Bissau                   | 0-2                             | 0-2                             | Qualification CAN 2012          |
| 6.                              | 14 janvier 2012                 | Stade National de Chiazi, Cabinda (Angola)           | Sierra Leone                    | 2-1                             | 3-1                             | Match amical                    |
| 7.                              | 22 janvier 2012                 | Nuevo Estadio de Malabo, Malabo (Guinée équatoriale) | Burkina Faso                    | 1-0                             | 2-1                             | CAN 2012                        |